# George Emil Palade
George Emil Palade (19 novembre 1912, à Iași - 7 octobre 2008, à San Diego) est un savant roumain, naturalisé américain. Considéré comme un pionnier de la biologie cellulaire, il a remporté le prix Nobel de médecine en 1974 pour ses travaux sur le ribosome. 

## Biographie
Né le 19 novembre 1912, dans une famille d'enseignants (son père était professeur de philosophie), il acquiert très tôt un grand respect pour les livres et les études. Il effectue ses études secondaires au Bogdan Petriceicu Hasdeu National College (en) de Buzău.
En 1930, il commence des études de médecine à l'Université de Bucarest. Il s'intéresse aux sciences médicales fondamentales, anatomie et biochimie. Il passe sa thèse de médecine sur un sujet inhabituel : le néphron du dauphin (Delphinus delphis), cherchant à comprendre sa structure comme une adaptation fonctionnelle d'un mammifère à la vie marine. Il est reçu docteur en 1940. Durant la Seconde Guerre mondiale, il est médecin militaire dans l'armée roumaine.
Après la guerre, encouragé par ses anciens professeurs, il va aux États-Unis en 1946 pour approfondir des études de biologie. Il travaille d'abord au laboratoire de biologie de l'Université de New York, puis à l'Université Rockefeller dans le domaine de la microscopie électronique, pour étudier les cultures cellulaires. Il deviendra citoyen américain en 1952.
À partir de 1973, il poursuit ses recherches à l'Université Yale. En 1974, il partage le prix Nobel de médecine et physiologie avec deux chercheurs belges, Albert Claude (1898-1983) et Christian de Duve (1917-2013), pour leurs travaux sur la structure et le fonctionnement des organites cellulaires.
Il prend sa retraite en 2001, il est alors professeur émérite de l'Université de San Diego (Californie). Il meurt le 7 octobre 2008.

## Travaux
Seul ou en collaboration avec d'autres, il découvre de nouveaux territoires comme l'ultrastructure des mitochondries ou du réticulum endoplasmique. Dans les années 1950, il précise la structure des ribosomes et étudie leur fonction à partir de cultures cellulaires de pancréas de cobayes. Parallèlement, il travaille sur la perméabilité des capillaires du rein et des muscles, dont il identifie les voies de passage à l'échelle moléculaire. Dans les années 1960, il explore la formation de la membrane des cellules eucaryotes.
À partir de 1973, il poursuit ses recherches en biologie cellulaire à l'Université Yale, notamment dans le domaine du transport membranaire.
Il est membre de l'Académie nationale des sciences (États-Unis) en 1961, de l'Académie roumaine en 1975, et de l'Académie américaine des arts et des sciences en 1988 ; et récipiendaire de nombreux prix et récompenses.
Féru d'histoire romaine, ses connaissances en latin lui sont très utiles pour créer de nouveaux termes en biologie cellulaire.

## Principaux prix et distinctions
- Prix Albert-Lasker (1966)
- Prix Gairdner (1967)
- Prix Louisa-Gross-Horwitz (1970)
- Prix Nobel de physiologie ou médecine (1974)